# 三重県道566号亀山城跡上野町線
三重県道566号亀山城跡上野町線（みえけんどう566ごう かめやまじょうあとうえのちょうせん）は、三重県亀山市を通る一般県道である。

## 概要
亀山市本丸町から亀山市上野町に至る。亀山市街地と国道306号を結ぶ。

### 路線データ
- 起点：亀山市本丸町（字旧館576の1番地先[1]：三重県道302号亀山停車場石水渓線上、三重県道565号亀山城跡線起点）
- 終点：亀山市上野町（570番7[1]：上野町交差点、国道306号交点）
- 総延長：1,413 m

## 路線状況

### 重複区間
- 三重県道302号亀山停車場石水渓線（亀山市本丸町（起点） - 亀山市東丸町・江ヶ室交番前交差点）
- 三重県道565号亀山城跡線（亀山市本丸町（起点） - 亀山市東町1丁目・東町交差点）

### 通過する路線バス
以下の路線バスがこの県道の一部区間を運行している。
- 亀山市営コミュニティバス
  - さわやか号
  - 野登・白川地区自主運行バス
  - 東部ルート

### 交通量
平日12時間交通量
| 地点       | 交通量  |
| ---------- | ------- |
| 亀山市東町 | 4,412台 |

## 地理

### 通過する自治体
- 三重県
  - 亀山市

### 交差する道路
| 交差する道路                                                                      | 交差する場所 | 交差する場所        |
| --------------------------------------------------------------------------------- | ------------ | ------------------- |
| 三重県道302号亀山停車場石水渓線 重複区間起点 三重県道565号亀山城跡線 重複区間起点 | 本丸町       | 起点                |
| 三重県道302号亀山停車場石水渓線 重複区間終点                                      | 東丸町       | 江ヶ室交番前交差点  |
| 三重県道565号亀山城跡線 重複区間終点                                              | 東町1丁目    | 東町交差点          |
| 国道306号                                                                         | 上野町       | 上野町交差点 / 終点 |

### 沿線
- 亀山公園
  - 亀山城
- 亀山市役所
- 亀山市立亀山西小学校
- 亀山警察署 江ヶ室交番
- NTT亀山ビル
- 亀山市立亀山東小学校
- 三重県立亀山高等学校
- 亀山電気会館
- 昭和パックス株式会社亀山工場